# Бруньєра
Бруньєра (італ. Brugnera, вен. Brugnera) — муніципалітет в Італії, у регіоні Фріулі-Венеція-Джулія,  провінція Порденоне.
Бруньєра розташована на відстані близько 450 км на північ від Рима, 105 км на захід від Трієста, 13 км на південний захід від Порденоне.
Населення — 9387 осіб (2014).

## Демографія
Населення за роками:

Станом на 1 січня 2023 року в муніципалітеті офіційно проживало 1199 іноземців з 51 країни, серед них 423 громадяни країн Євросоюзу та 56 громадян України.

## Сусідні муніципалітети
- Фонтанафредда
- Гаярине
- Порчія
- Портобуффоле
- Прата-ді-Порденоне
- Сачиле